# جربیل پا سفید
جربیل پا سفید (نام علمی: Gerbillus cheesmani) جونده‌ای از خانوادهٔ جربیل‌ها است که در شبه‌جزیره عربستان و جنوب غربی ایران یافت می‌شود. طول این موش ۲۲ سانتی‌متر است. این موش سریع تکثیر می‌شود و گله موش‌ها وقتی گرسنه می‌شود در سر راه خود همه‌چیز را از بین می‌برد و به هیچ چیز و هیچ‌کس رحم نمی‌کند. موش جربیل اگر غذا پیدا نکند با خوردن هم‌نوع خود تغذیه می‌کند.

## نگارخانه

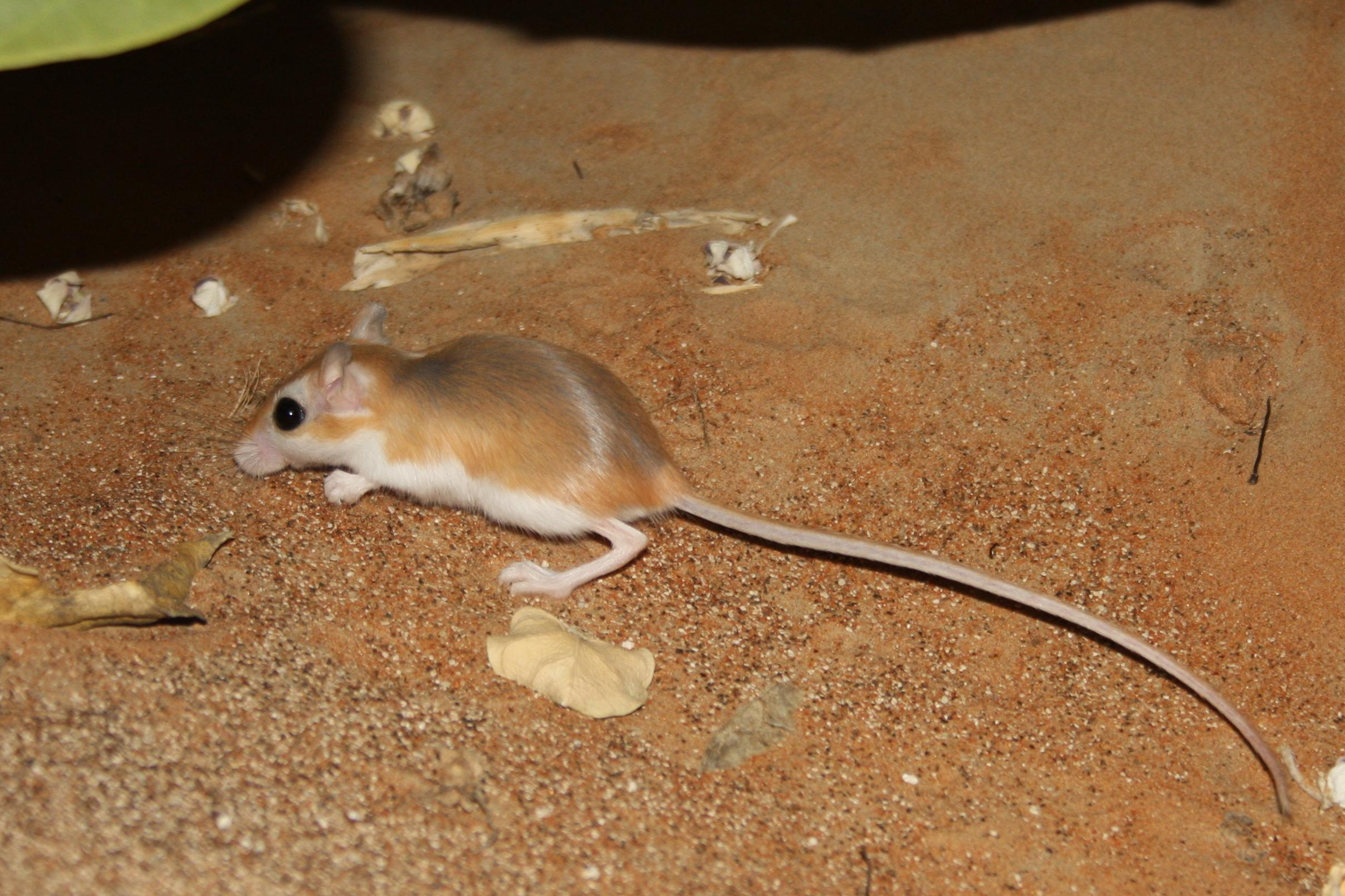
Photographed at Abaad Woods, Al Ain, Abu Dhabi, UAE